# Chaetodon semeion
El Chaetodon semeion es una especie de pez del género Chaetodon. 
Abunda mucho en el Océano Índico aunque tiene influencia en el Pacífico, en la Gran Barrera del Coral. Es poco sociable, pues es desconfiado y rara vez vive en grupos. Habita en fondos marinos cubiertos de corales y rocas, a profundidades de 3 hasta 30 metros.
En apariencia, se asemeja mucho a otras de sus especies. Es de color amarillento fuerte, teniendo la aleta trasera y parte de la cabeza untados en negro, y su cuerpo está cubierto por numerosos y ordenados poros. Puede alcanzar hasta 26 cm de longitud.

## Fuente
- Froese, R. & D. Pauly, eds. (2011) Chaetodon semeion  Bleeker, 1855; FishBase.

- Datos: Q1018105
- Multimedia: Chaetodon semeion / Q1018105